# Leibertingen
Leibertingen är en kommun (tyska Gemeinde) i Landkreis Sigmaringen i delstaten Baden-Württemberg i Tyskland. Folkmängden uppgår till cirka 2 100 invånare, på en yta av 47 kvadratkilometer. Kommunen består av ortsdelarna (tyska Ortsteile) Leibertingen, Altheim, Kreenheinstetten och Thalheim.
Kommunen ingår i kommunalförbundet Meßkirch tillsammans med staden Meßkirch och kommunen Sauldorf.